# Bulbophyllum fendlerianum
Bulbophyllum fendlerianum är en orkidéart som beskrevs av E.C.Smidt och Phillip James Cribb. Bulbophyllum fendlerianum ingår i släktet Bulbophyllum och familjen orkidéer.
Artens utbredningsområde är Venezuela. Inga underarter finns listade i Catalogue of Life.